# Celler Hütte
Die Celler Hütte ist eine Selbstversorgerhütte der Sektion Celle des Deutschen Alpenvereins. Sie liegt in einer Höhe von 2240 m ü. A. in der Ankogelgruppe über dem Seebachtal im Bundesland Kärnten.

## Geschichte
Die Hütte wurde 1964 erbaut und 1995 saniert.

## Zugänge
- vom Hannoverhaus (2566 m), Gehzeit: 3–4 Stunden
- von Mallnitz durch das Seebachtal und über die Schwußnerhütte (1338 m), Gehzeit: 5 Stunden
- von der Gießener Hütte (2215 m) über die Lassacher Winkelscharte (2862 m) (nur für Geübte mit alpiner Ausrüstung), Gehzeit: 4 Stunden

## Übergänge zu Nachbarhütten
- Osnabrücker Hütte über Großelendscharte, Gehzeit: 4 Stunden
- Gießener Hütte über Lassacher Winkelscharte (2862 m), Gehzeit: 4 Stunden
- Hannoverhaus (2719 m), Gehzeit: 3–4 Stunden
- Arthur-von-Schmid-Haus über Lassacher Winkelscharte und Detmolder Grat[2], Gehzeit: 7–8 Stunden

## Gipfelbesteigungen
- Celler Spitze (2853 m), Gehzeit: 2½ Stunden
- Ankogel (3250 m), Gehzeit: 4½ Stunden
- Hochalmspitze (3360 m), Gehzeit: 6 Stunden